# تاکه‌شی سیاما
تاکه‌شی سیاما (انگلیسی: Takeshi Seyama؛ زادهٔ ۱۹۴۴ (۸۰–۸۱ سال)) تدوین فیلم اهل ژاپن است.